# Ma'anshan Xiang
Ma'anshan Xiang (kinesiska: 马鞍山, 马鞍山乡) är en socken i Kina. Den ligger i provinsen Yunnan, i den sydvästra delen av landet, omkring 270 kilometer väster om provinshuvudstaden Kunming. Antalet invånare är 15 797. Befolkningen består av 7 761 kvinnor och 8 036 män. Barn under 15 år utgör 23,0 %, vuxna 15-64 år 69 %, och äldre över 65 år 7,0 %.
Genomsnittlig årsnederbörd är 955 millimeter. Den regnigaste månaden är juli, med i genomsnitt 219 mm nederbörd, och den torraste är januari, med 10 mm nederbörd.